# UDFy-38135539
UDFy-38135539 (también conocida como HUDF.YD3) es el identificador del Campo Ultraprofundo del Hubble (UDF) para una galaxia que, según los cálculos de octubre de 2010, se encuentra a una distancia de 13,1 mil millones de años con una distancia comóvil actual de unos 30.000 millones de años-luz. 
Fue descubierta por tres equipos en septiembre de 2009 mediante imágenes infrarrojas sensibles del Telescopio Espacial Hubble e identificada por éstos como fuente UDF-38135539 (R. Bouwens et al.), fuente HUDF.YD3 (A. Bunker et al.) y fuente 1721 (R. McLure et al.), y publicada además en el Astrophysical Journal, y en el Monthly Notices of the Royal Astronomical Society. Todos los equipos identificaron de forma independiente que la fuente era probablemente una galaxia extremadamente lejana porque no había luz medible en longitudes de onda visibles (causada por la absorción de hidrógeno a lo largo de la línea de visión). Tras el descubrimiento de esta galaxia candidata a distante, otro equipo se centró en este objeto con espectroscopia terrestre para confirmar la distancia, informando de un corrimiento al rojo z=8,6. Sin embargo, los intentos de replicar esta observación sugieren fuertemente que la afirmación original era errónea, lo que significa que en la actualidad la galaxia solo tiene una estimación fotométrica de desplazamiento al rojo.
Esta galaxia se ubica en la constelación Fornax, y se estima que tiene mil millones de estrellas.

## Detección
Su primera imagen conocida se obtuvo en el campo ultraprofundo Hubble del telescopio espacial Hubble, la imagen más detallada del espacio profundo en aquel momento. La galaxia se observó en agosto y septiembre de 2009. Los datos de la imagen se difundieron a la comunidad científica, lo que condujo a la detección de la galaxia por los equipos de Bouwens, Bunker y McLure, y a la posterior campaña espectroscópica del equipo de Lehnert y sus colegas.
Solo con los datos del Hubble, la galaxia podría ser un objeto intrínsecamente rojo y relativamente cercano a la Tierra, por lo que era necesaria una confirmación mediante un equipo espectroscópico adecuadamente sensible. Para ello se utilizó la unidad Yepun del Very Large Telescope del Observatorio Europeo Austral, equipada con SINFONI y situada en la cima de Cerro Paranal, en el desierto chileno de Atacama. El equipo de Lehnert observó la galaxia durante 16 horas, analizó los resultados a lo largo de dos meses[cita requerida] y publicó sus conclusiones en Nature en octubre de 2010. Desde entonces, mediciones más sensibles no han logrado replicar el resultado, lo que sugiere que la afirmación espectroscópica era errónea.